# حفل افتتاح الألعاب البارالمبية الصيفية 2008
أقيم حفل افتتاح دورة الألعاب البارالمبية الصيفية 2008 في ملعب بكين الوطني في 6 سبتمبر 2008 بعد أسبوعين فقط من انتهاء دورة الألعاب الأولمبية الصيفية 2008. وكان موضوع الحدث «عالم واحد، حلم واحد» و«التسامي، والتكامل، والمساواة». وحضر الحفل ما بين 91,000 إلى 100,000 متفرج. واستغرق العرض حوالي 3 ساعات وشارك فيه 6,000 فنان و4,000 رياضي من ذوي الإعاقة من 148 دولة.

## عرض ما قبل الحفل
قُدمَ عرض ما قبل الحفل على المسرح الصغير الواقع شمال الملعب. تلاه تقديم المضيفون إرشادات تفاعلية للجمهور لمدة 40 دقيقة. وتضمن أداء ما قبل الحفل سلسلة من العروض الموسيقية.
- أداء الموسيقى العسكرية: مسيرة ترحاب
- أداء الموسيقى الشعبية: أخبار سارة من بكين تصل إلى القرى الحدودية
- أداء موسيقى الطبول: مهرجان مفعم بالحيوية
- أداء منفرد للذكور: هيا!
- ثنائي ذكر وأنثى: الجمع السعيد في بكين
- قيادة وجوقة: كل واحد هو رقم 1، من أداء آندي لاو
- ثنائي ذكر وأنثى: معجزة في الشرق
- جوقة كبيرة: الدانوب الأزرق
- ثنائي ذكر وأنثى وجوقة: أغنية الشرب
- جوقة كبيرة: قصيدة الفرح
- جوقة: بكين، بكين، أحبك بكين